# Henriette Kosmann-Sichel
Henriette Kosmann-Sichel, née le 14 octobre 1866 à Strasbourg et morte le 16 décembre 1926 à Ivry-sur-Seine, est une peintre française.

## Biographie
Henriette Sichel est la fille de Geoffroy Sichel et de Jeannette Bonn.
En 1896, elle épouse Arthur Kosmann.
Élève de Louise Thoret, de Charles Donzel et d'Henri Lévy, elle expose au Salon  des artistes français à partir de 1897.
Professeure de dessin dans les écoles de la Ville de Paris et membre du Vieux Montmartre, elle entreprend, après la Première Guerre mondiale la description au fusain de la Butte Montmartre.
Elle meurt à Ivry-sur-Seine à l'âge de 60 ans.